# Aeródromo Los Paltos
El Aeródromo El Boco (OACI: SCQL), es un terminal aéreo ubicado junto a la localidad de Quinta de Tilcoco, Provincia de Cachapoal, Región del Libertador General Bernardo O'Higgins, Chile. Es de propiedad pública.